# Пърт Амбой
Пърт Амбой (на английски: Perth Amboy) е град в окръг Мидълсекс, Ню Джърси, Съединени американски щати. Основан е през 1683 от английски, шотландски и френски заселници. Намира се на брега на залива Раритан, на 30 km югозападно от центъра на Ню Йорк. Населението му е около 47 хил. души (по приблизителна оценка от 2017 г.).
В Пърт Амбой e роден музикантът Джон Бон Джоуви (р. 1962).